# Гардель, Пьер
Пьер-Габрие́ль Гарде́ль (фр. Pierre-Gabriel Gardel; 4 февраля 1758, Нанси — 18 октября 1840, Париж) — французский танцор и балетмейстер.

## Жизнь и творчество
П.-Г. Гардель был сыном балетмейстера Королевского балета при дворе польского короля Станислава Лещинского. В 1771 году состоялся его дебют танцора в малых ролях. В 1774 он обучается в Школе танца при Королевской музыкальной академии (École de danse de l’Académie royale de musique). В том же году он начинает выступать на сцене Парижской Оперы, где также берёт уроки танца у своего старшего брата Максимилиена Гарделя. В 1780 году он удостаивается звания примы (Primo Ballerino), однако вскоре после этого был вынужден оставить карьеру танцора по состоянию здоровья. В 1783 году П.-Г. Гардель становится помощником своего брата Максимилиена. В 1787, после смерти Максимилиена, назначается на его место; П.-Г. Гарделю присваивается звание балетмейстера (мастера балета, Maître de ballet), его ассистентом становится Луи Милон. В 1795 году Гардель женится на балерине Мари Бурбе. В период с 1790 по 1829 год он создаёт многочисленные балеты. На сцену вышел в последний раз, исполняя минуэт, в паре со знаменитой балериной Марией Тальони.
П.-Г. Гардель был хореографом в операх Триумф Траяна (Le triomphe de Trajan) Ле Сёра и Персиуса (1807), Данаиды (1808) и Тарар (1787) Антонио Сальери, Аспазия (1789) Гретри, Демофон (1788), Анакреон (1803) Керубини, Весталка (1807) и Олимпия (1819) Гаспаре Спонтини, Осада Коринфа (1826) и Моисей и Фараон (1827) Дж. Россини.
В 1787—1827 годах руководил балетной школой Парижской оперы.

## Постановки
- 1786 Les Sauvages
- 1790 Télémaque dans l'île de Calypso
- 1790 Psyché
- 1791 Bacchus et Ariane
- 1793 Le Jugement du berger Pâris
- 1793 Le Triomphe de la République ou Le Camp de Grand-Pré
- 1800 La Dansomanie
- 1802 Le Retour de Zéphire
- 1803 Daphnis et Pandore
- 1804 Une demi-heure de caprice
- 1804 Achille à Scyros
- 1806 Paul et Virginie
- 15 декабря 1807 — дивертисмент в опере Спонтини «Весталка» (совместно с Луи Милоном)
- 1808 Vénus et Adonis
- 1808 Alexandre chez Apelles
- 1809 La Fête de Mars
- 1810 Vertumne et Pomone
- 1810 Persée et Andromède
- 1812 L’Enfant prodigue
- 1814 Le Retour des lys
- 1815 L’Heureux Retour
- 1817 Les Fiancé de Caserte
- 1818 La Servante justifiée
- 1818 Proserpine
- 1818 Zirphile
- 6 февраля 1822 — «Аладдин, или Волшебная лампа», опера  Николя Изуара и Анжело Бенинкори[фр.]. Исполнители 1-го балета: г-жа Анатоль[англ.] и г-н Монжуа (Pas noble), м-ль Гюллень (Pas comique).